# Coppa KOVO (femminile)
La Coppa KOVO è un torneo di pallavolo femminile sudcoreano, organizzato dalla Federazione pallavolistica della Corea del Sud.

## Albo d'oro
| Edizione      | Edizione          | Podio             | Podio       | Podio             |
| Anno          | Sede della finale | Campione          | Risultato   | Finalista         |
| ------------- | ----------------- | ----------------- | ----------- | ----------------- |
| 2006 Dettagli | Yangsan           | Hyundai Green Fox | 3 - 2 3 - 0 | Korea Expressway  |
| 2007 Dettagli | Masan             | GS Caltex         | 3 - 0       | KT&G Ariels       |
| 2008 Dettagli | Yangsan           | KT&G Ariels       | 3 - 0       | Korea Expressway  |
| 2009 Dettagli | Busan             | Tianjin           | 3 - 2       | Hyundai Hillstate |
| 2010 Dettagli | Suwon             | Pink Spiders      | 3 - 0       | Korea Expressway  |
| 2011 Dettagli | Suwon             | Korea Expressway  | 3 - 2       | KGC Ginseng       |
| 2012 Dettagli | Suwon             | GS Caltex Seoul   | 3 - 1       | IBK Altos         |
| 2013 Dettagli | Ansan             | IBK Altos         | 3 - 0       | Hyundai Hillstate |
| 2014 Dettagli | Ansan             | Hyundai Hillstate | 3 - 1       | GS Caltex Seoul   |
| 2015 Dettagli | Cheongju          | IBK Altos         | 3 - 2       | Hyundai Hillstate |
| 2016 Dettagli | Cheongju          | IBK Altos         | 3 - 0       | KGC Ginseng       |
| 2017 Dettagli | Cheonan           | GS Caltex Seoul   | 3 - 1       | Korea Expressway  |
| 2018 Dettagli | Boryeong          | KGC Ginseng       | 3 - 2       | GS Caltex Seoul   |
| 2019 Dettagli | Suncheon          | Hyundai Hillstate | 3 - 2       | KGC Ginseng       |
| 2020 Dettagli | Jecheon           | GS Caltex Seoul   | 3 - 0       | Pink Spiders      |
| 2021 Dettagli | Uijeongbu         | Hyundai Hillstate | 3 - 0       | GS Caltex Seoul   |
| 2022 Dettagli | Suncheon          | GS Caltex Seoul   | 3 - 0       | Korea Expressway  |
| 2023 Dettagli | Suncheon          | GS Caltex Seoul   | 3 - 1       | IBK Altos         |
| 2024 Dettagli | Tongyeong         | Hyundai Hillstate | 3 - 1       | Red Sparks        |

## Palmarès
| Squadre           | Titoli | Edizioni                           |
| ----------------- | ------ | ---------------------------------- |
| GS Caltex Seoul   | 6      | 2007, 2012, 2017, 2020, 2022, 2023 |
| Hyundai Hillstate | 5      | 2006, 2014, 2019, 2021, 2024       |
| IBK Altos         | 3      | 2013, 2015, 2016                   |
| Red Sparks        | 2      | 2008, 2018                         |
| Tianjin           | 1      | 2009                               |
| Pink Spiders      | 1      | 2010                               |
| Korea Expressway  | 1      | 2011                               |